# Hallescher Fußball-Club 1991-1992
Questa voce raccoglie le informazioni riguardanti l'Hallescher Fußball-Club nelle competizioni ufficiali della stagione 1991-1992.

## Stagione
Nella stagione 1991-1992 l'Hallescher, allenato da Bernd Donau, concluse il campionato di 2. Bundesliga al 8º posto. In Coppa di Germania l'Hallescher fu eliminato al secondo turno dall'Amburgo II. In Coppa UEFA l'Hallescher fu eliminato al primo turno dal Torpedo Mosca.

## Rosa
| N. |                                 | Ruolo | Calciatore           |
| -- | ------------------------------- | ----- | -------------------- |
| 13 | Germania (bandiera)             | A     | Matthias Krause      |
|    | Germania (bandiera)             | P     | Jens Adler           |
|    | Germania (bandiera)             | P     | Andreas Schneider    |
|    | Germania (bandiera)             | P     | Thomas Weiß          |
|    | Germania (bandiera)             | D     | Uwe Lorenz           |
|    | Germania (bandiera)             | D     | Karsten Neitzel      |
|    | Germania (bandiera)             | D     | Giesbert Penneke     |
|    | Germania (bandiera)             | D     | Tom Persich          |
|    | Bosnia ed Erzegovina (bandiera) | D     | Muhamed Preljević    |
|    | Germania (bandiera)             | D     | Frank Schön          |
|    | Germania (bandiera)             | D     | Dirk Wüllbier        |
|    | Germania (bandiera)             | C     | Andreas Babendererde |
|    | Germania (bandiera)             | C     | Jörg Emmerich        |
|    | Bielorussia (bandiera)          | C     | Sjarhej Hocmanaŭ     |

| N. |                     | Ruolo | Calciatore         |
| -- | ------------------- | ----- | ------------------ |
|    | Germania (bandiera) | C     | Dirk Hannemann     |
|    | Germania (bandiera) | C     | Timo Lange         |
|    | Germania (bandiera) | C     | Uwe Machold        |
|    | Germania (bandiera) | C     | Torsten Neubert    |
|    | Germania (bandiera) | C     | Jan Rziha          |
|    | Germania (bandiera) | C     | Erik Schulz        |
|    | Germania (bandiera) | C     | René Tretschok     |
|    | Germania (bandiera) | C     | Volker Wawrzyniak  |
|    | Germania (bandiera) | A     | Mario Eichmann     |
|    | Germania (bandiera) | A     | Alexander Löbe     |
|    | Germania (bandiera) | A     | Jens Mitzscherling |
|    | Germania (bandiera) | A     | Jörg Nowotny       |
|    | Germania (bandiera) | A     | Lutz Schülbe       |

## Organigramma societario
Area tecnica
- Allenatore: Bernd Donau
- Allenatore in seconda:
- Preparatore dei portieri:
- Preparatori atletici:

## Calciomercato

### Sessione estiva
| Acquisti | Acquisti          | Acquisti          | Acquisti |
| R.       | Nome              | da                | Modalità |
| -------- | ----------------- | ----------------- | -------- |
| A        | Mario Eichmann    | SV Merseburg 99   |          |
| C        | Sjarhej Hocmanaŭ  | Southampton       |          |
| C        | Dirk Hannemann    | Vorwärts Dessau   |          |
| C        | Timo Lange        | Stahl Brandeburgo |          |
| C        | Torsten Neubert   | Stahl Thale       |          |
| D        | Muhamed Preljević | Dinamo Zagabria   |          |
| P        | Andreas Schneider | Stahl Thale       |          |

| Cessioni | Cessioni | Cessioni | Cessioni |
| R.       | Nome     | a        | Modalità |
| -------- | -------- | -------- | -------- |

### Sessione invernale
| Acquisti | Acquisti             | Acquisti      | Acquisti |
| R.       | Nome                 | da            | Modalità |
| -------- | -------------------- | ------------- | -------- |
| C        | Andreas Babendererde | Hansa Rostock |          |
| A        | Jens Mitzscherling   | Chemnitz      |          |

| Cessioni | Cessioni     | Cessioni | Cessioni |
| R.       | Nome         | a        | Modalità |
| -------- | ------------ | -------- | -------- |
| C        | Dariusz Wosz | Bochum   |          |

## Risultati

### 2. Bundesliga

#### Girone di andata
| Arbitro: | Föckler |

|                              |           |                            |
| Schulz 9’ Schmidt 43’ (rig.) | Marcatori | 26’ Lange 40’, 89’ Schülbe |

| Arbitro: | Domurat |

|                                   |           |                          |
| Wawrzyniak 26’ (rig.) Schülbe 89’ | Marcatori | 60’ Klopp 86’ Herzberger |

| Arbitro: | Kiefer |

|                                  |           |             |
| Spies 29’ Schmidt 37’ Fincke 40’ | Marcatori | 70’ Schülbe |

| Arbitro: | Fux |

|                                    |           |              |
| Schülbe 31’ Wosz 61’ Tretschok 83’ | Marcatori | 81’ Turowski |

| Arbitro: | Albrecht |

|                                    |           |  |
| Akpoborie 15’ Hach 35’ Krätzer 57’ | Marcatori |  |

| Halle 28 agosto 1991, ore 19:30 CEST 6ª giornata | Hallescher | 0 – 0 referto | Waldhof Mannheim | Kurt-Wabbel-Stadion (4 000 spett.)\| Arbitro: \| Schulz \| |
| Arbitro:                                         | Schulz     |               |                  |                                                            |

| Arbitro: | Fleske |

|                             |           |  |
| Schreiber 36’ Fankhänel 54’ | Marcatori |  |

| Arbitro: | Osmers |

|                       |           |                      |
| Wosz 19’ Wüllbier 62’ | Marcatori | 41’ Hecht 54’ Maurer |

| Arbitro: | Wiesel |

|                              |           |  |
| Torunarigha 2’ Boer 23’, 75’ | Marcatori |  |

| Arbitro: | Mölm |

|                       |           |               |
| Kleppinger 65’ (rig.) | Marcatori | 35’ Tretschok |

| Arbitro: | Jansen |

|  |           |             |
|  | Marcatori | 78’ Cardoso |

#### Girone di ritorno
| Arbitro: | Brandt-Chollé |

|                                                      |           |          |
| Neitzel 46’ (rig.) Hocmanaŭ 68’, 69’ Wosz 89’ (rig.) | Marcatori | 47’ Abel |

| Arbitro: | Brückner |

|                 |           |                                                |
| Hönnscheidt 60’ | Marcatori | 61’ (rig.) Wosz 78’ Wüllbier 84’ (rig.) Schulz |

| Arbitro: | Kemmling |

|          |           |            |
| Wosz 54’ | Marcatori | 36’ Fincke |

| Arbitro: | Blüthgen |

|                          |           |  |
| Turowski 24’ Trommer 34’ | Marcatori |  |

| Arbitro: | Müller |

|                                       |           |  |
| Penneke 45’ Nowotny 84’ Tretschok 88’ | Marcatori |  |

| Arbitro: | Lehnardt |

|                                       |           |  |
| Dais 57’ (rig.) Wolff 85’ Hofmann 86’ | Marcatori |  |

| Halle 16 novembre 1991, ore 15:00 CET 18ª giornata | Hallescher  | 0 – 0 referto | Carl Zeiss Jena | Kurt-Wabbel-Stadion (3 000 spett.)\| Arbitro: \| Assenmacher \| |
| Arbitro:                                           | Assenmacher |               |                 |                                                                 |

| Arbitro: | Berg |

|            |           |              |
| Maurer 74’ | Marcatori | 49’ Wüllbier |

| Arbitro: | Boos |

|               |           |          |
| Preljević 24’ | Marcatori | 40’ Boer |

| Arbitro: | Harder |

|                        |           |                       |
| Lange 62’ Wüllbier 69’ | Marcatori | 45’ Bakalorz 51’ Weiß |

| Homburg 15 dicembre 1991, ore 15:00 CET 22ª giornata | Homburg    | 0 – 0 referto | Hallescher | Waldstadion (1 500 spett.)\| Arbitro: \| Wippermann \| |
| Arbitro:                                             | Wippermann |               |            |                                                        |

### 2. Bundesliga

#### Girone di andata
| Arbitro: | Frey |

|                        |           |                  |
| Täuber 9’ Bakalorz 64’ | Marcatori | 74’ Babendererde |

| Arbitro: | Birlenbach |

|                                   |           |                      |
| Löbe 5’ Hocmanaŭ 25’ Wüllbier 63’ | Marcatori | 18’ Six 42’ Turowski |

| Arbitro: | Haupt |

|                           |           |  |
| Schmidbauer 6’ Pingel 81’ | Marcatori |  |

| Arbitro: | Werthmann |

|                       |           |                  |
| Löbe 22’ Hocmanaŭ 24’ | Marcatori | 89’ (rig.) Hayer |

| Arbitro: | Rubel |

|                                          |           |  |
| Buvač 21’, 50’ Heun 83’ (rig.) Arndt 90’ | Marcatori |  |

| Halle 11 aprile 1992, ore 15:00 CEST 28ª giornata | Hallescher | 0 – 0 referto | Darmstadt | Kurt-Wabbel-Stadion (2 500 spett.)\| Arbitro: \| Weise \| |
| Arbitro:                                          | Weise      |               |           |                                                           |

| Arbitro: | Schulz |

|            |           |          |
| Hobsch 32’ | Marcatori | 17’ Löbe |

| Halle 30 aprile 1992, ore 19:00 CEST 30ª giornata | Hallescher | 0 – 0 referto | Monaco 1860 | Kurt-Wabbel-Stadion (6 500 spett.)\| Arbitro: \| Bußhardt \| |
| Arbitro:                                          | Bußhardt   |               |             |                                                              |

| Arbitro: | Richmann |

|                 |           |  |
| Hönnscheidt 58’ | Marcatori |  |

| Arbitro: | Haupt |

|                  |           |                    |
| Lange 68’ (rig.) | Marcatori | 40’ Abel 86’ Buvač |

### Coppa di Germania
| Arbitro: | Hülsenbeck |

|           |           |                                    |
| Heidl 68’ | Marcatori | 5’ Tretschok 58’ Lange 62’ Schülbe |

| Arbitro: | Hahne |

|           |           |  |
| Olsen 58’ | Marcatori |  |

### Coppa UEFA
| Arbitro: | Krchňák |

|                          |           |             |
| Wüllbier 60’ Schülbe 64’ | Marcatori | 75’ Grishin |

| Arbitro: | Nielsen |

|                                             |           |  |
| Agashkov 4’ (rig.) Čugajnov 12’ Tishkov 90’ | Marcatori |  |

## Statistiche

### Statistiche di squadra
| Competizione      | Punti | In casa | In casa | In casa | In casa | In casa | In casa | In trasferta | In trasferta | In trasferta | In trasferta | In trasferta | In trasferta | Totale | Totale | Totale | Totale | Totale | Totale | DR  |
| Competizione      | Punti | G       | V       | N       | P       | Gf      | Gs      | G            | V            | N            | P            | Gf           | Gs           | G      | V      | N      | P      | Gf     | Gs     | DR  |
| ----------------- | ----- | ------- | ------- | ------- | ------- | ------- | ------- | ------------ | ------------ | ------------ | ------------ | ------------ | ------------ | ------ | ------ | ------ | ------ | ------ | ------ | --- |
| 2. Bundesliga     | 20    | 11      | 3       | 7       | 1       | 18      | 11      | 11           | 2            | 3            | 6            | 9            | 21           | 22     | 5      | 10     | 7      | 27     | 32     | -5  |
| 2. Bundesliga     | -     | 5       | 2       | 2       | 1       | 6       | 5       | 5            | 0            | 1            | 4            | 2            | 10           | 10     | 2      | 3      | 5      | 8      | 15     | -7  |
| Coppa di Germania | -     | 0       | 0       | 0       | 0       | 0       | 0       | 2            | 1            | 0            | 1            | 3            | 2            | 2      | 1      | 0      | 1      | 3      | 2      | +1  |
| Coppa UEFA        | -     | 1       | 1       | 0       | 0       | 2       | 1       | 1            | 0            | 0            | 1            | 0            | 3            | 2      | 1      | 0      | 1      | 2      | 4      | -2  |
| Totale            | 20    | 17      | 6       | 9       | 2       | 26      | 17      | 19           | 3            | 4            | 12           | 14           | 36           | 36     | 9      | 13     | 14     | 40     | 53     | -13 |

### Andamento in campionato
| Giornata  | 1 | 2 | 3 | 4 | 5 | 6 | 7 | 8 | 9  | 10 | 11 | 12 | 13 | 14 | 15 | 16 | 17 | 18 | 19 | 20 | 21 | 22 |
| --------- | - | - | - | - | - | - | - | - | -- | -- | -- | -- | -- | -- | -- | -- | -- | -- | -- | -- | -- | -- |
| Luogo     | T | C | T | C | T | C | T | C | T  | T  | C  | C  | T  | C  | T  | C  | T  | C  | T  | C  | C  | T  |
| Risultato | V | N | P | V | P | N | P | N | P  | N  | P  | V  | V  | N  | P  | V  | P  | N  | N  | N  | N  | N  |
| Posizione | 2 | 2 | 7 | 3 | 7 | 8 | 9 | 8 | 11 | 11 | 11 | 11 | 9  | 9  | 10 | 9  | 10 | 8  | 8  | 8  | 9  | 8  |

Legenda:

Luogo: C = Casa; T = Trasferta. Risultato: V = Vittoria; N = Pareggio; P = Sconfitta.

### Statistiche dei giocatori
| Giocatore        | 2. Bundesliga | 2. Bundesliga | 2. Bundesliga | 2. Bundesliga | Coppa di Germania | Coppa di Germania | Coppa di Germania | Coppa di Germania | Coppa UEFA | Coppa UEFA | Coppa UEFA  | Coppa UEFA | Totale   | Totale | Totale      | Totale     |
| Giocatore        | Presenze      | Reti          | Ammonizioni   | Espulsioni    | Presenze          | Reti              | Ammonizioni       | Espulsioni        | Presenze   | Reti       | Ammonizioni | Espulsioni | Presenze | Reti   | Ammonizioni | Espulsioni |
| ---------------- | ------------- | ------------- | ------------- | ------------- | ----------------- | ----------------- | ----------------- | ----------------- | ---------- | ---------- | ----------- | ---------- | -------- | ------ | ----------- | ---------- |
| J. Adler         | 22            | 0             | 1             | 0             | 2                 | 0                 | 0                 | 0                 | 2          | 0          | 0           | 0          | 26       | 0      | 1           | 0          |
| A. Babendererde  | 8             | 1             | 2             | 0             | 0                 | 0                 | 0                 | 0                 | 0          | 0          | 0           | 0          | 8        | 1      | 2           | 0          |
| M. Eichmann      | 0             | 0             | 0             | 0             | 0                 | 0                 | 0                 | 0                 | 0          | 0          | 0           | 0          | 0        | 0      | 0           | 0          |
| J. Emmerich      | 0             | 0             | 0             | 0             | 0                 | 0                 | 0                 | 0                 | 0          | 0          | 0           | 0          | 0        | 0      | 0           | 0          |
| S. Hocmanaŭ      | 9             | 2             | 2             | 0             | 0                 | 0                 | 0                 | 0                 | 0          | 0          | 0           | 0          | 9        | 2      | 2           | 0          |
| D. Hannemann     | 8             | 0             | 0             | 0             | 1                 | 0                 | 0                 | 0                 | 1          | 0          | 0           | 0          | 10       | 0      | 0           | 0          |
| M. Krause        | 0             | 0             | 0             | 0             | 0                 | 0                 | 0                 | 0                 | 0          | 0          | 0           | 0          | 0        | 0      | 0           | 0          |
| T. Lange         | 18            | 2             | 5             | 0             | 2                 | 1                 | 0                 | 0                 | 1          | 0          | 0           | 0          | 21       | 3      | 5           | 0          |
| U. Lorenz        | 22            | 0             | 4             | 0             | 2                 | 0                 | 0                 | 0                 | 2          | 0          | 0           | 0          | 26       | 0      | 4           | 0          |
| A. Löbe          | 6             | 0             | 0             | 0             | 2                 | 0                 | 0                 | 0                 | 2          | 0          | 0           | 1          | 10       | 0      | 0           | 1          |
| U. Machold       | 8             | 0             | 1             | 0             | 1                 | 0                 | 0                 | 0                 | 0          | 0          | 0           | 0          | 9        | 0      | 1           | 0          |
| J. Mitzscherling | 5             | 0             | 0             | 0             | 0                 | 0                 | 0                 | 0                 | 0          | 0          | 0           | 0          | 5        | 0      | 0           | 0          |
| K. Neitzel       | 17            | 1             | 3             | 0             | 2                 | 0                 | 0                 | 0                 | 1          | 0          | 0           | 0          | 20       | 1      | 3           | 0          |
| T. Neubert       | 2             | 0             | 1             | 0             | 1                 | 0                 | 0                 | 0                 | 0          | 0          | 0           | 0          | 3        | 0      | 1           | 0          |
| J. Nowotny       | 19            | 1             | 1             | 0             | 1                 | 0                 | 0                 | 0                 | 2          | 0          | 0           | 0          | 22       | 1      | 1           | 0          |
| G. Penneke       | 22            | 1             | 4             | 0             | 2                 | 0                 | 0                 | 0                 | 1          | 0          | 1           | 0          | 25       | 1      | 5           | 0          |
| T. Persich       | 0             | 0             | 0             | 0             | 0                 | 0                 | 0                 | 0                 | 1          | 0          | 0           | 0          | 1        | 0      | 0           | 0          |
| M. Preljević     | 10            | 1             | 3             | 0             | 0                 | 0                 | 0                 | 0                 | 0          | 0          | 0           | 0          | 10       | 1      | 3           | 0          |
| J. Rziha         | 7             | 0             | 1             | 0             | 1                 | 0                 | 0                 | 0                 | 1          | 0          | 0           | 0          | 9        | 0      | 1           | 0          |
| A. Schneider     | 0             | 0             | 0             | 0             | 0                 | 0                 | 0                 | 0                 | 0          | 0          | 0           | 0          | 0        | 0      | 0           | 0          |
| E. Schulz        | 7             | 1             | 0             | 0             | 1                 | 0                 | 0                 | 0                 | 0          | 0          | 0           | 0          | 8        | 1      | 0           | 0          |
| F. Schön         | 13            | 0             | 1             | 1             | 0                 | 0                 | 0                 | 0                 | 2          | 0          | 0           | 0          | 15       | 0      | 1           | 1          |
| L. Schülbe       | 15            | 5             | 0             | 0             | 1                 | 1                 | 0                 | 0                 | 2          | 1          | 0           | 0          | 18       | 7      | 0           | 0          |
| R. Tretschok     | 21            | 3             | 2             | 0             | 2                 | 1                 | 0                 | 0                 | 2          | 0          | 0           | 0          | 25       | 4      | 2           | 0          |
| V. Wawrzyniak    | 16            | 1             | 4             | 1             | 2                 | 0                 | 0                 | 0                 | 2          | 0          | 1           | 0          | 20       | 1      | 5           | 1          |
| T. Weiß          | 0             | 0             | 0             | 0             | 0                 | 0                 | 0                 | 0                 | 0          | 0          | 0           | 0          | 0        | 0      | 0           | 0          |
| D. Wosz          | 22            | 5             | 5             | 0             | 1                 | 0                 | 0                 | 0                 | 2          | 0          | 0           | 1          | 25       | 5      | 5           | 1          |
| D. Wüllbier      | 21            | 4             | 2             | 0             | 2                 | 0                 | 0                 | 0                 | 2          | 1          | 1           | 0          | 25       | 5      | 3           | 0          |